# Кесарий Попвасилев
Кесарий Попвасилев е български просветен деец.

## Биография
Роден е около 1805 година в Казанлък. Учи при Неофит Рилски в Рилския манастир. В периода 1835 – 1839 година учителства в Панагюрище, от 1840 до 1842 година и през 1854 – 1862 – в Пазарджик, в периода 1842 – 1846 година – в Плевен, от 1847 до 1851 година – в Стара Загора и през 1853 година – в Пловдив. Умира между 23 март и 10 април 1862 година в Пазарджик.